# جبال كلاماث
جبال كلاماث هي سلسلة جبال تقع في شمال غرب كاليفورنيا وجنوب غرب ولاية أوريغون، وأعلى قمة لها جبل إيدي (2744 م ) في مقاطعة ترينيتي، كاليفورنيا.

## الجغرافيا
الإقليم الجيولوجي بها متنوع والمناخ يتميز بالشتاء البارد مصحوبًا بالعديد من تساقط الثلوج، وصيف حار مع هطول أمطار محدودة.
جبال سيسكيو تعتبر أكبر سلسلة فرعية من جبال كلاماث، وتقع في أقصى الشمال. نتيجة للجيولوجيا وأنواع التربة ، تأوي الجبال العديد من الأشجار المتوطنة أو شبه المستوطنة، مما يشكل واحدة من أكبر مجموعات الصنوبريات في العالم.
تعد الجبال أيضًا موطنًا لمجموعة متنوعة من أنواع الأسماك والحيوانات، بما في ذلك الدببة السوداء والقطط الكبيرة والبوم والنسور والعديد من أنواع سمك السلمون في المحيط الهادئ. تتم إدارة ملايين الأفدنة في الجبال من قبل دائرة الغابات الأمريكية.

## الطبوغرافيا

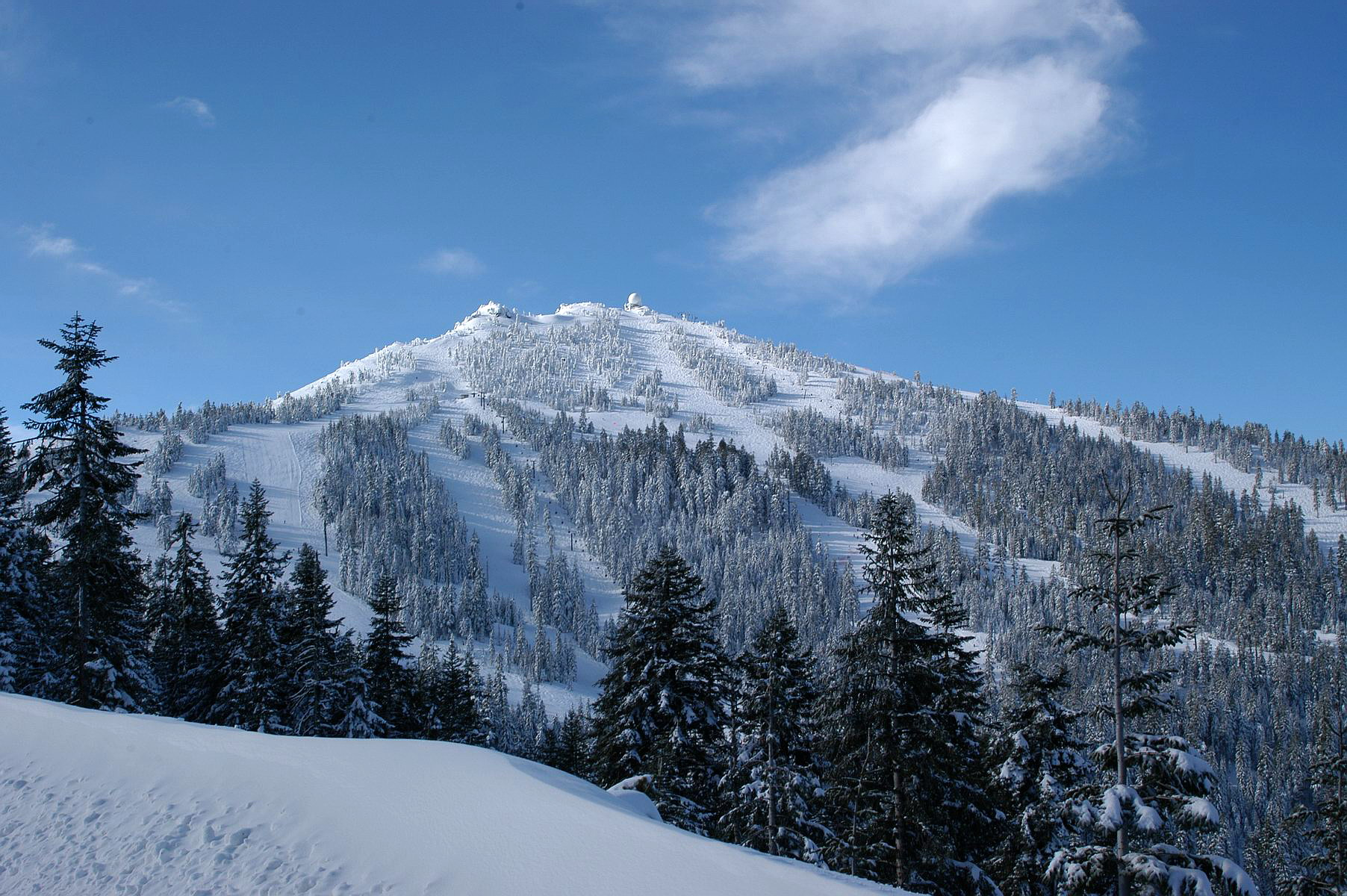
أعلى قمة في جبال سيسكيو

تشمل جبال كلاماث جبال سيسكيو ، جبال الرخام ، جبال سكوت، جبال ترينيتي، جبال السلمون، وهي جزء من المقاطعة الفيزيوجرافية للمحيط الهادئ، والتي تعد جزءًا من القسم الفيزيوجرافي لسلاسل جبال ساحل المحيط الهادئ

## الهيدرولوجيا
البحيرات والجداول الرئيسية في جبال كلاماث هي كلاماث، ونهر ترينيتي ، وسميث، وروغ، ونهر سكوت، وسكرامنتو العليا، وبحيرة كاسل .

## البيئة

### النبات

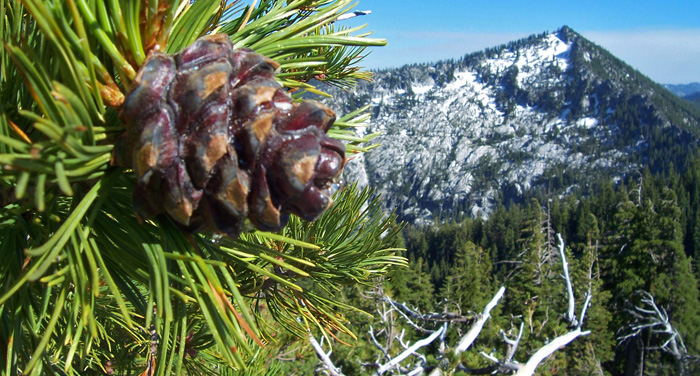
صنوبر أبيض الساق

يحتوي النطاق على تنوع نباتي غني ، وغابات مطيرة معتدلة ، وغابات رطبة داخلية ، وسافانا. ومن المجموعات النباتية الرئيسية في جبال كلاماث هي البلوط الأسود، قيقب ضخم الأوراق، قطلب منزي، كستناء كاليفورنيا، خشب الأرز.

### الحيوانات البرية

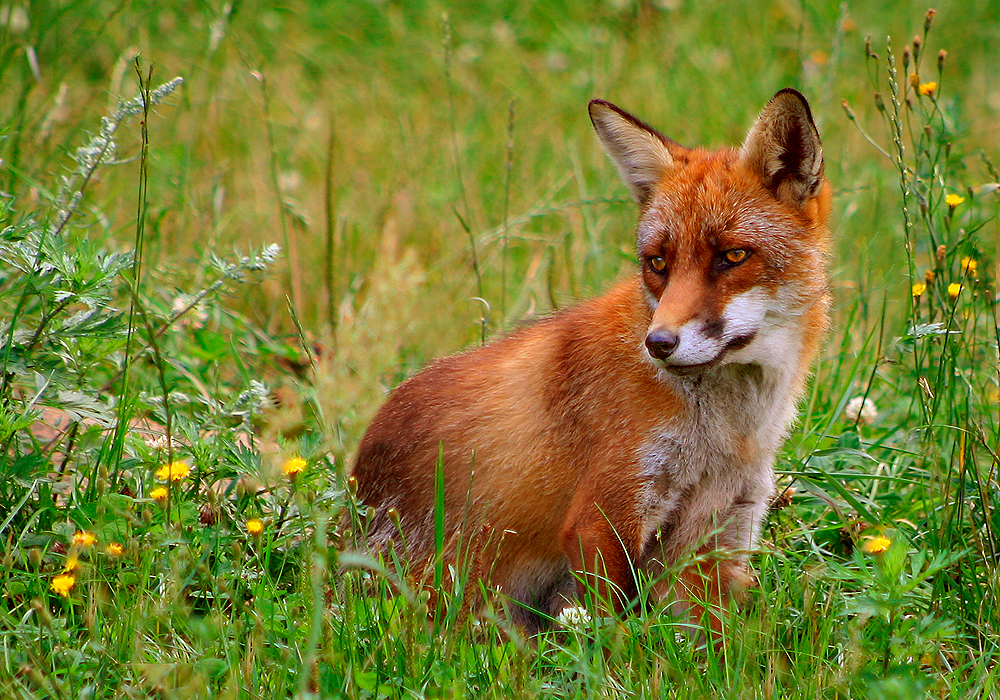
ثعلب أحمر

تعتبر سلسلة جبال كلاماثا موطنًا للعديد من أنواع الثدييات بما في ذلك أسود الجبال والدببة السوداء والوشق والراكون والعديد من أنواع الدلق والثعلب الرمادي ، الثعلب الأحمر ، السنجاب الطائر ، الدب الأشيب ، الذئب الرمادي والغزلان. وتتكاثر بها عدة أنواع من الطيور بما في ذلك النسر الذهبي ، والنسر الأصلع ، نقار الخشب ، الحمام ، عدة أنواع من الصقور بما في ذلك الباز ، والعديد من أنواع البوم الكبيرة بما في ذلك البومة المرقطة ، بالإضافة إلى مجموعة متنوعة من أنواع الحيوانات الأخرى.